# Bernhard Schott (Theologe)

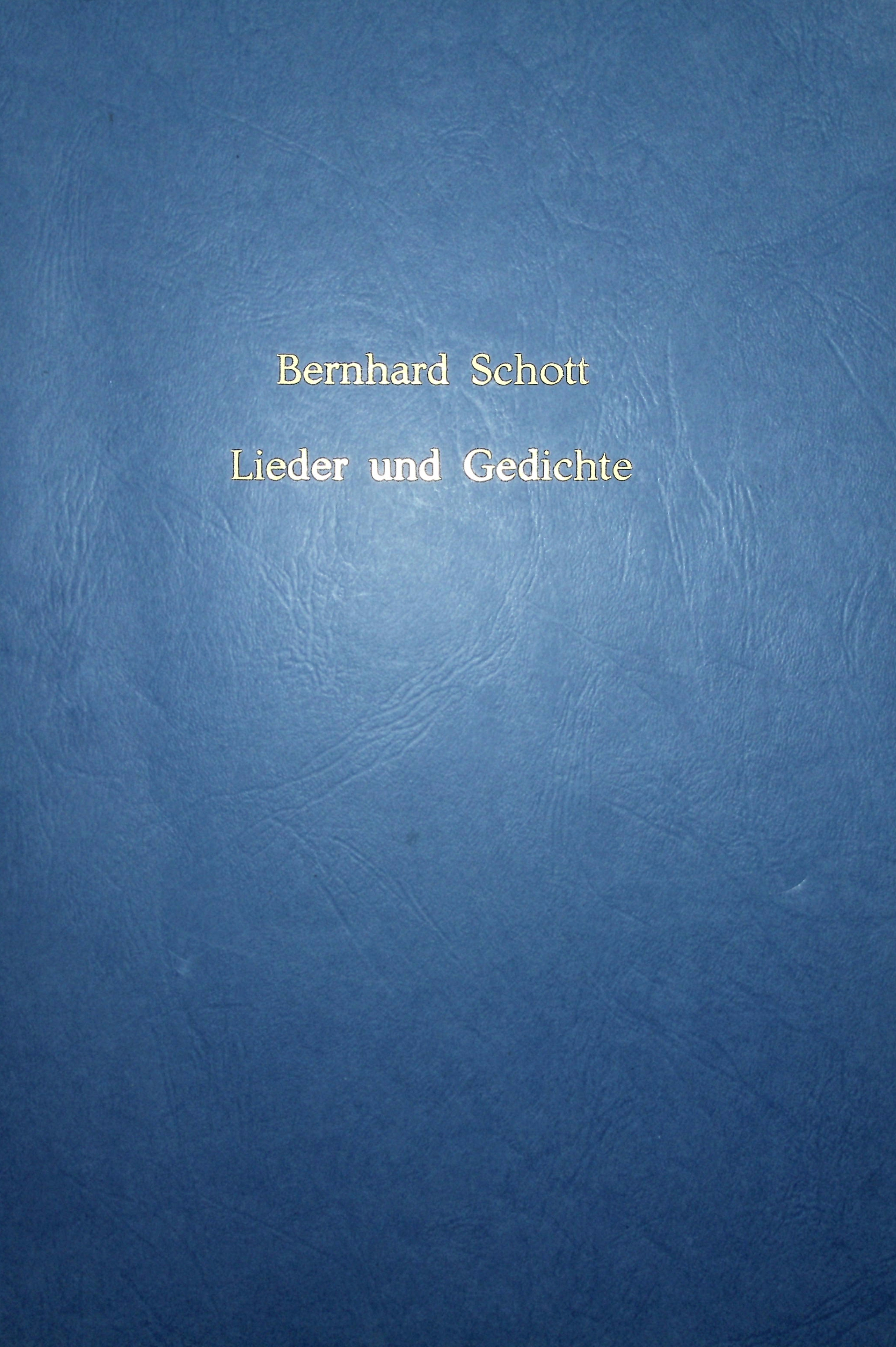
Sammlung der Lieder und Gedichte, 1988, Eigenverlag

Bernhard Max Artur Christoph Schott (* 3. August 1903 in Geischen, Kreis Guhrau, Schlesien; † 12. Juni 1988 in Göttingen) war ein deutscher evangelisch-lutherischer Pfarrer und Lieddichter.

## Werdegang
Schott wurde als Sohn des Pfarrers und späteren Superintendenten Max Schott und seiner Frau Johanna von Schlieben geboren. Er besuchte das Gymnasium in Liegnitz und absolvierte ein Studium der Theologie an den Hochschulen von Dorpat, Breslau und Tübingen. Anschließend wurde er als Pfarrer nach Geischen in Schlesien berufen, von wo er später nach Oppeln/Oberschlesien wechselte.
Aus Schlesien vertrieben betreute er die Kirchengemeinde von St. Jacob bei Leutenberg im Kreis Saalfeld in Thüringen und war dann in Magdeburg Pfarrer, wo er den Neubau einer Kirche leitete, welche die fünf im Krieg zerstörten Innenstadtkirchen ersetzen sollte. Er verbrachte seinen Lebensabend in Göttingen und fand seine letzte Ruhestätte auf dem Parkfriedhof Junkerberg in Göttingen.

## Familie
Schott war mit Elisabeth Martha Klara, geb. von Bethe, (1906–1982) verheiratet. Er hatte mit ihr sechs Kinder, darunter den Pfarrer, Kirchenhistoriker und Schriftsteller Christian-Erdmann Schott und die Schriftstellerin Agathe Gräfin von Wedel. Erdmann Schott war sein älterer Bruder.

## Werk
Schott schrieb in seinem Leben etwa 80 geistliche Lieder und Gedichte, die gesammelt anlässlich seines 85. Geburtstages im Eigenverlag erschienen sind. Einige seiner Lieder wurden von den Kirchenmusikern Gottfried Neubert, Johannes Petzold, Manfred Schlenker und Dieter Wellmann vertont.
Im Gesangbuch des Bundes Evangelisch-Freikirchlicher Gemeinden in der DDR, das 1980 in Berlin unter dem Titel Gemeindelieder erschienen ist, wurde ein Lied von Schott berücksichtigt. Ein Abendlied von ihm steht darüber hinaus im fünften Band von Otto Rieckers Liedsammlung Jesu Name nie verklinget, der im Jahr 1986 in Neuhausen auf den Fildern verlegt wurde.